# 3308 Ferreri
3308 Ferreri este un asteroid din centura principală, descoperit pe 1 martie 1981, de Henri Debehogne.